# Taubacrex granivora
Taubacrex granivora — викопний вид куроподібних птахів вимерлої родини Quercymegapodiidae. Існував на межі олігоцену та міоцену (23 млн років тому). Скам'янілі рештки птаха знайдені у відкладеннях формації Тремембе у штаті Сан-Паулу на сході Бразилії.